# 代打教師 秋葉、真剣です!
『代打教師 秋葉、真剣です!』（だいだきょうし あきば、しんけんです）は、M.A.T作・早坂よしゆき画による日本の漫画作品と、それを基にした映画作品。
『週刊少年チャンピオン』（秋田書店）にて連載された。

## 登場人物
秋葉 真剣（あきば しんけん）
本作の主人公。学歴に偏重した教育や学校の体面ばかりを重んじるやり方を嫌い、生徒のことを第一に考えた熱血指導を行う。全国各地の学校に臨時教師として赴任し、独自の型破りな教育で周囲を驚かす。
かつては東京大学に首席合格しながら、3日で自主退学した過去を持つ。教師の資格は通信教育で取得。苦手な教科は地理。
神野 久美（じんの くみ）
文部省の教育指導特別捜査官。学生時代は真剣の同級生で、彼に憧れていた。しかし、東大にトップの成績で合格しながら、自主退学してしまったことを、現代の教育制度に対する侮辱であると考えており、現在は真剣に対しては複雑な想いを抱いている。

## 単行本
少年チャンピオン・コミックスより刊行。全14巻。
1. 1990年10月発売 ISBN 4-253-04603-7
2. 1991年1月発売 ISBN 4-253-04604-5
3. 1991年4月発売 ISBN 4-253-04605-3
4. 1991年6月発売 ISBN 4-253-04606-1
5. 1991年8月発売 ISBN 4-253-04607-X
6. 1991年9月発売 ISBN 4-253-04608-8
7. 1991年11月発売 ISBN 4-253-04609-6
8. 1992年1月発売 ISBN 4-253-04610-X
9. 1992年2月発売 ISBN 4-253-04611-8
10. 1992年4月発売 ISBN 4-253-04612-6
11. 1992年6月発売 ISBN 4-253-04613-4
12. 1992年9月発売 ISBN 4-253-04614-2
13. 1992年11月発売 ISBN 4-253-04615-0
14. 1993年1月発売 ISBN 4-253-04616-9

## 映画
1991年8月31日公開。製作：日本テレビ放送網、東映、セントラル・アーツ 配給：東映洋画。

### キャスト
- 吉田栄作（秋葉真剣）
- 鷲尾いさ子（神野久美）
- 田中傑幸（青木勝）
- 山本太郎（田中広樹）
- 有沢妃呂子（安倍麻理亜）
- 伊原剛志（辻正美）
- 香川照之（DJ・五郎）
- 小沢仁志（秋葉真介）
- デーブ・スペクター（英語教師・麻生）
- ばってん荒川（数学教師・伊藤）
- 林家こぶ平（物理教師・中川）
- 中尾ミエ（国語教師・小西）
- 中尾彬（校長・田口）

### スタッフ
- 監督：那須博之
- プロデューサー：紫垣達郎
- 企画：黒澤満
- 原作：M.A.T 、早坂よしゆき
- 脚本：那須真知子
- 撮影：森勝
- 美術：中村州志
- 編集：奥原好幸
- 音楽プロデューサー：石川光
- 主題歌：吉田栄作「僕は何かを失いそうだ」
- 助監督：中嶋竹彦
- 製作：日本テレビ放送網、東映、セントラル・アーツ